# Funso Ojo
Funso Ojo (Anversa, 28 agosto 1991) è un calciatore belga, centrocampista dello Shrewsbury Town in prestito dal Port Vale.

## Carriera

### Club
Col PSV esordisce in Eredivisie il 5 maggio 2009 contro il Willem II. Colleziona 5 apparizioni in Europa League, di cui due ai preliminari. Dopo un prestito al VVV-Venlo nel 2011, il PSV lo cede a titolo definitivo al Beerschot, con cui segna il primo gol tra i professionisti. Rimasto in Belgio, nel 2014 si trasferisce all'Anversa, squadra della sua città, per poi far ritorno in Olanda nelle file del Dordrecht. Dal 2015 al 2017 disputa due stagioni col Willem II, con cui scende in campo complessivamente 58 volte.
Il 18 luglio 2017 si accorda con lo Scunthorpe Utd per i successivi tre anni. In Inghilterra debutta con la nuova squadra nel pareggio 1-1 contro l'AFC Wimbledon.
Il 14 luglio 2019 viene ingaggiato dagli scozzesi dell'Aberdeen per 125.000 euro.

### Nazionale
Ha giocato numerose partite con le varie nazionali giovanili belghe, fino all'Under-21.

## Statistiche

### Presenze e reti nei club
Statistiche aggiornate al 12 febbraio 2019.
| Stagione                 | Club                     | Campionato               | Campionato | Campionato | Coppe nazionali | Coppe nazionali | Coppe nazionali | Coppe continentali | Coppe continentali | Coppe continentali | Altre coppe | Altre coppe | Altre coppe | Totale | Totale |
| Stagione                 | Club                     | Comp                     | Pres       | Reti       | Comp            | Pres            | Reti            | Comp               | Pres               | Reti               | Comp        | Pres        | Reti        | Pres   | Reti   |
| ------------------------ | ------------------------ | ------------------------ | ---------- | ---------- | --------------- | --------------- | --------------- | ------------------ | ------------------ | ------------------ | ----------- | ----------- | ----------- | ------ | ------ |
| 2008-2009                | PSV                      | E                        | 1          | 0          | CO              | 1               | 0               | -                  | -                  | -                  | -           | -           | -           | 2      | 0      |
| 2009-2010                | PSV                      | E                        | 3          | 0          | CO              | 0               | 0               | UEL                | 1                  | 0                  | -           | -           | -           | 4      | 0      |
| giu.-dic. 2010           | PSV                      | E                        | 2          | 0          | CO              | 0               | 0               | UEL                | 1                  | 0                  | -           | -           | -           | 3      | 0      |
| dic. 2010-giu. 2011      | VVV-Venlo                | E                        | 8+3        | 0          | CO              | 0               | 0               | -                  | -                  | -                  | -           | -           | -           | 11     | 0      |
| 2011-2012                | PSV                      | E                        | 5          | 0          | CO              | 2               | 0               | UEL                | 3                  | 0                  | -           | -           | -           | 10     | 0      |
| Totale PSV               | Totale PSV               | Totale PSV               | 11         | 0          |                 | 3               | 0               |                    | 5                  | 0                  |             | -           | -           | 19     | 0      |
| 2012-2013                | Beerschot                | PL                       | 23+1       | 1+0        | CB              | 1               | 0               | -                  | -                  | -                  | -           | -           | -           | 25     | 1      |
| 2013-gen. 2014           | Anversa                  | TK                       | 8          | 0          | CB              | 0               | 0               | -                  | -                  | -                  | -           | -           | -           | 8      | 0      |
| gen. giu. 2014           | Dordrecht                | ED                       | 13+4       | 0+1        | CO              | 0               | 0               | -                  | -                  | -                  | -           | -           | -           | 17     | 1      |
| 2014-2015                | Dordrecht                | E                        | 19         | 0          | CO              | 1               | 0               | -                  | -                  | -                  | -           | -           | -           | 20     | 0      |
| Totale Dordrecht         | Totale Dordrecht         | Totale Dordrecht         | 32+4       | 0+1        |                 | 1               | 0               |                    | -                  | -                  |             | -           | -           | 56     | 1      |
| 2015-2016                | Willem II                | E                        | 32+4       | 0          | CO              | 2               | 0               | -                  | -                  | -                  | -           | -           | -           | 38     | 0      |
| 2016-2017                | Willem II                | E                        | 28         | 0          | CO              | 1               | 0               | -                  | -                  | -                  | -           | -           | -           | 29     | 0      |
| Totale Willem II         | Totale Willem II         | Totale Willem II         | 60+4       | 0          |                 | 3               | 0               |                    | -                  | -                  |             | -           | -           | 67     | 0      |
| 2017-2018                | Scunthorpe Utd           | FL1                      | 41+2       | 2+0        | FACup+CdL       | 2+1             | 0               | -                  | -                  | -                  | FLT         | 1           | 0           | 47     | 2      |
| 2018-2019                | Scunthorpe Utd           | FL1                      | 39         | 1          | FACup+CdL       | 0               | 0               | -                  | -                  | -                  | FLT         | 1           | 0           | 40     | 1      |
| Totale Scunthorpe United | Totale Scunthorpe United | Totale Scunthorpe United | 80+2       | 3+0        |                 | 3               | 0               |                    | -                  | -                  |             | 2           | 0           | 87     | 3      |
| 2019-2020                | Aberdeen                 | SP                       | 16         | 0          | SC+CdL          | 3+1             | 0               | UEL                | 4                  | 0                  | -           | -           | -           | 24     | 0      |
| 2020-gen. 2021           | Aberdeen                 | SP                       | 11         | 0          | SC+CdL          | 0+1             | 0               | UEL                | 1                  | 0                  | -           | -           | -           | 13     | 0      |
| gen.-giu. 2021           | Wigan                    | FL1                      | 23         | 0          | -               | -               | -               | -                  | -                  | -                  | -           | -           | -           | 23     | 0      |
| 2021-2022                | Aberdeen                 | SP                       | 30         | 1          | SC+CdL          | 2+1             | 0               | UECL               | 6                  | 0                  | -           | -           | -           | 39     | 1      |
| Totale Aberdeen          | Totale Aberdeen          | Totale Aberdeen          | 57         | 1          |                 | 8               | 0               |                    | 11                 | 0                  |             | -           | -           | 76     | 1      |
| Totale carriera          | Totale carriera          | Totale carriera          | 302+14     | 5+1        |                 | 16              | 0               |                    | 16                 | 0                  |             | 2           | 0           | 352    | 6      |

## Palmarès

### Club

#### Competizioni nazionali
- Coppa dei Paesi Bassi: 1

PSV: 2011-2012